# 阿爾夫伍德鎮區 (明尼蘇達州艾塔斯卡縣)
阿爾夫伍德鎮區（英語：Alvwood Township）是位於美國明尼蘇達州艾塔斯卡縣的一個行政鎮區。

## 地方資料
阿爾夫伍德鎮區的面積為91.98平方千米，當中陸地面積為90.57平方千米，而水域面積為1.41平方千米。根據2020年美國人口普查的數據，當地共有人口48人，而人口密度為每平方千米0.52人。